# Ne Zha (pel·lícula de 2019)
Ne Zha (xinès: 哪吒之魔童降世, pinyin: Nézhā zhī Mótóng Jiàngshì, literalment 'Naixement del nen dimoni Nezha'), també pronunciat Nezha, és una pel·lícula xinesa d'animació per ordinador 3D de fantasia i aventures del 2019 dirigida i escrita per Jiaozi. La producció de l'animació la realitza el Chengdu Coco Cartoon del propi director. La pel·lícula està basada en el popular personatge mitològic xinès Nezha, la trama es fonamenta en la novel·la clàssica La Investidura dels Déus, atribuïda a Xu Zhonglin.
Es va estrenar a la Xina exclusivament en cinemes IMAX i China Film Giant Screen el 13 de juliol de 2019, i més tard en altres sales de cinema el 26 de juliol, distribuïda per Beijing Enlight Pictures. És el primer llargmetratge animat de producció xinesa llançat en format IMAX, i, tot i ser el primer llargmetratge del seu director i de l'estudi d'animació, i no tindre actors molt coneguts en el seu repartiment de veu, ha estat un dels majors èxits comercials a la història de l'animació i del cinema xinés, aconseguint diversos rècords de taquilla: a data d'agost de 2019, la pel·lícula era el llargmetratge d'animació que més havia aconseguit recaptar en la Xina, la pel·lícula d'animació no estatunidenca que més havia recaptat a nivell mundial, i la pel·lícula d'animació en llengua no anglesa que més havia recaptat de tots els temps, així com la tercera en qualsevol idioma a la Xina. Amb una recaptació de 702 milions de dòlars, i el vuitè film que més ha recaptat el 2019, com també el segon film més taquiller de tots els temps a la Xina.
Es va estrenar als Estats Units el 29 d'agost de 2019 en selectes cinemes IMAX 3D, abans de l'estrena generalitzada als EUA el 6 de setembre.

## Legat
El 2019, Ne Zha esdevingué el segon film més taquiller de tots els temps a la Xina. Es tracta de la primera pel·lícula de l'univers Fengshen, sent continuada per Jiang Ziya el 2020 i una seqüela directa, Ne Zha 2, el 2025.
Ne Zha 2 va ser la primera pel·lícula d'animació xinesa en superar els 1.000 milions de dòlars en recaptació als cinemes, i el 19 de febrer de 2025 superà Del Revés 2 per convertir-se en la pel·lícula d'animació més taquillera de la història, així com la huitena pel·lícula amb major recaptació en la història del cinema mundial, amb 1.690 milions de dòlars recaptats als cinemes des de la seua estrena.